# Mathusalem
Pour les articles homonymes, voir Mathusalem (homonymie).
Mathusalem (en hébreu מְתוּשֶׁלַח (Mĕtûšelaḥʾh), transcrit Μαθουσάλα / Mathousála en grec) est un patriarche et une figure du judaïsme, du christianisme . Il est célèbre pour être la personne la plus âgée mentionnée dans l'Ancien Testament. Selon la Bible, il aurait vécu 969 années. Selon le Livre de la Genèse, Mathusalem est le fils d'Hénoch, le père de Lamech et le grand-père de Noé. Mathusalem est également mentionné dans le Livre des Chroniques et dans l'Évangile selon Luc.
La vie de Mathusalem est décrite principalement dans des textes religieux extrabibliques, comme le  Livre d'Hénoch, le Livre des secrets d'Hénoch et le Livre de Moïse. Les théologiens ont offert plusieurs explications à la longévité exceptionnelle de Mathusalem selon la Bible. Certains avancent qu'il s'agit d'une mauvaise traduction. D'autres considèrent que son âge est utilisé pour donner l'impression que le début de la Genèse est un passé très lointain. Le nom « Mathusalem » est devenu un symbole de longévité. C'est de là que vient l'expression « Vieux comme Mathusalem ».

## Dans la Bible
Mathusalem est un patriarche mentionné dans le Livre de la Genèse. Il est un descendant direct d'Adam et Eve , par leur fils Seth, il est le grand-père de Noé. Son fils Lamech naît lorsque Mathusalem a 187 ans. Mathusalem meurt l'année du Déluge, soit cinq ans après son fils, mais l'Ancien Testament ne précise pas s'il meurt avant ou pendant l'inondation. Il est le plus vieil être humain mentionné dans la Bible. En dehors de la Genèse, Mathusalem est mentionné dans l'Ancien Testament dans le Livres des Chroniques et dans le Nouveau Testament dans l'Évangile selon Luc. Dans ce dernier livre, Luc affirme que Jésus Christ est le descendant direct de Mathusalem.

## Dans les autres textes religieux
Le Livre d'Hénoch affirme avoir été écrit par Hénoch lui-même après une révélation, qu'il a ensuite confié à son fils Mathusalem pour être accessibles aux futures générations. Cette affirmation est réfutée par les théologiens chrétiens, qui considèrent cet écrit comme apocryphe. Dans cet ouvrage, Hénoch retranscrit à Mathusalem deux visions. La première aborde le thème du Déluge, et la seconde est une chronique de l'histoire du monde d'Adam jusqu'au Jugement dernier. Dans cette dernière vision, les hommes sont représentés tels des animaux : les vertueux tels des moutons et du bétail blanc, les pécheurs et ennemis d'Israël tels du bétail noir et des animaux sauvages. Dans le Livre des secrets d'Hénoch, Mathusalem demande la bénédiction de son père qui l'instruit sur la manière de vivre vertueusement. Lorsque son père monte au Paradis, Mathusalem et ses frères dressent un autel, prient Dieu et fêtent la nouvelle.
Le Livre des Jubilés est un pseudépigraphe se présentant comme la retranscription d'une révélation divine supplémentaire apportée par un Ange à Moïse après l'épisode des Dix Commandements. Alors que ces derniers doivent être partagés à tous, le Livre des Jubilés est censé avoir été un secret connu des seuls descendants saints de Moïse (Hénoch, Mathusalem, Noé, Sem, Abraham, Isaac, Jacob, Lévi) avant d'avoir été rendu accessible à des prêtres et des scribes. Selon ce livre, Mathusalem est le fils d'Hénoch et d'Edni.
La littérature rabbinique affirme que lorsque Noé atteint le vénérable âge de 480 ans, tous les hommes vertueux sont déjà morts excepté Mathusalem et lui-même. Sur ordre de Dieu, ils annoncent tous deux à la population que 120 années leur sont octroyées pour se repentir ; au-delà de cette période, si tel n'est pas le cas, la Terre serait détruite. Cependant, personne ne les écoute. Même lorsque Noé construit l'Arche, les pécheurs se moquent de lui. Alors intervient le Déluge, avec pour seuls survivant Noé, sa famille, et les animaux réfugiés dans l'Arche.
Au XVIIe siècle, le midrash Sefer ha-Yashar (Aggada) décrit Mathusalem tentant, avec son petit-fils Noé, de persuader les peuples de la terre d'être à nouveau pieux. Mis à part Mathusalem, tous les anciens étaient déjà morts. Dieu décide d'enclencher le Déluge lorsque tous les hommes ayant suivi ses principes seront décédés (à l'exception de Noé et de sa famille). Mathusalem survit jusqu'à la construction de l'Arche, mais meurt avant le Déluge, Dieu lui ayant promis qu'il n'allait pas mourir de la même manière que les pécheurs. Le Sefer ha-Yashar affirme que Mathusalem est mort à l'âge de 960 ans.
Mathusalem (en arabe : Mattūshalakh) est aussi mentionné dans certaines Histoires des prophètes, qui affirment également qu'il était un ancêtre de Noé. De plus, certains historiens de l'islam, comme Ibn Ishaq et Ibn Hichâm le considèrent comme un ancêtre de Mahomet.
Le livre de Moïse, un livre mormon, affirme que tandis qu'Hénoch et la Cité de Sion montent au Paradis, Mathusalem reste sur Terre. Dieu respecte ainsi la promesse qu'il a faite à Hénoch, à savoir que sa descendance sera toujours présente sur Terre, et qu'il serait un ancêtre de Noé. L'Église de Jésus-Christ des saints des derniers jours considère Mathusalem comme un prophète. 

## Interprétations

### Littérales

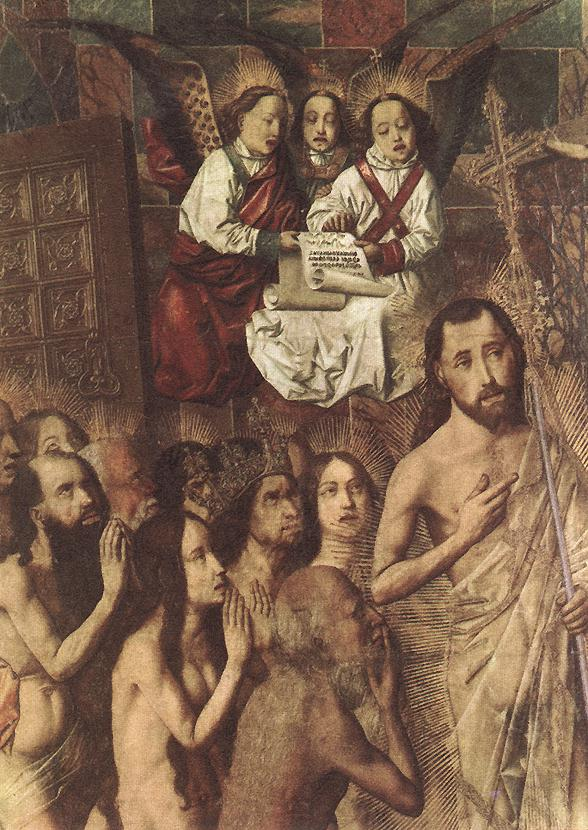
Bartolomé Bermejo, Dieu guidant les Patriarches au Paradis (env. 1480). Dans cette représentation de la descente aux Enfers, Mathusalem est représenté marchant aux côtés du Christ aux côtés de Salomon, de la Reine de Saba, et d'Adam et Ève.

Les interprétations littérales de la Bible considèrent que Mathusalem a vécu 969 années solaires. Certains littéralistes essaient d'expliquer les raisons de son extrême longévité: les premiers humains avaient un meilleur régime alimentaire, ou bien les hommes étaient mieux protégés des radiations solaires par une concentration en vapeur d'eau plus élevé dans l'air avant le Déluge. D'autres littéralistes privilégient des explications plus théologiques : les humains disposaient à l'origine de la vie éternelle, mais les hommes furent corrompus par le péché originel, et cette corruption s'accentuait de génération en génération. Dieu raccourcit ainsi progressivement la longévité humaine, particulièrement après le Déluge. Selon la Catholic Encyclopedia : « certains exégètes ont choisi la facilité pour leur satisfaction propre en déclarant que les années des Écrits sacrés n'étaient pas équivalentes aux nôtres ».

### Une erreur de traduction
Certains auteurs pensent que la longévité extrême de Mathusalem est le résultat d'une ancienne erreur de traduction ayant converti le mot « mois » en « années ». Mathusalem aurait alors seulement 78 ans. Cependant, si l'on applique ce même calcul à l'âge d'Hénoch (mentionné dans le texte massorétique), celui-ci devient père de Mathusalem à l'âge de 5 ans seulement.
Ellen Bannet considère que dans la Septante, une année s'écrit « 10 », cela « expliquerait pourquoi l'âge d'Adam est écrit 930 au lieu de 93, l'âge de Mathusalem 960 au lieu de 96 et l'âge de Noé 950 au lieu de 95 [...] Il est bien plus rationnel de conclure que Noé a vécu 50 ans, et non pas 500, avant de se mettre avec sa femme et d'engendrer Sem, Cham et Japhet ».

### Mythologiques
Yigal Levin soutient que la longévité exceptionnelle de Mathusalem permet simplement de rapprocher le lien généalogique entre Adam et Noé. Claus Westermann considère que ces années permettent de donner l'impression d'une Genèse lointaine.
Certaines versions de la liste royale sumérienne mentionnent un personnage nommé Ubara-Tutu qui semble être presque similaire à Mathusalem. Il est le fils d'En-mer-dur-ana, une figure mythologique sumérienne souvent comparée à Hénoch, car il atteint lui aussi le paradis sans mourir. Ubara-Tutu est le roi de Sumer jusqu'à ce qu'un déluge balaye ses terres. Bien que les âges de Mathusalem et d'Ubara-Tutu soient différents, ils sont ainsi tous les deux morts durant un déluge. De plus, l'historien chaldéen Bérose soutient qu'avant l'avènement du déluge en Mésopotamie, les rois pouvaient vivre des dizaines de milliers d'années, ce qui se rapproche de l'idée de longévité extraordinaire des habitants de la Terre avant le Déluge de la Genèse. Dans Quand les centenaires seront jeunes: L'imaginaire de la longévité de l'Antiquité à nos jours, Lucian  Boia affirme que la représentation biblique de Mathusalem et des autres personnages à la longévité exceptionnelle présente des similarités avec les légendes mésopotamiennes retrouvées dans l'Épopée de Gilgamesh, où Gilgamesh gouverne Uruk durant 126 ans, tandis que ses ancêtres auraient gouverné chacun durant plusieurs milliers d'années. Boia note également que l'on retrouve des histoires de rois à la longévité millénaire à la fois dans la mythologie indienne et chinoise. 
Boia souligne qu'après le Déluge, la Bible affirme que la longévité des hommes diminue graduellement : les fils de Noé vivent entre 400 et 500 ans, Abraham meurt à 175 ans, Moïse à 120 ans, et David à 70 ans (la Bible affirme qu'il s'agit d'une longévité remarquable à l'époque de David). Boia compare les premières figures bibliques et leur longévité exceptionnelle aux peuples de l'âge d'or de poème d'Hésiode intitulé Les Travaux et les Jours, des personnes ayant un corps à jamais juvénile.

### Symboliques
Mathusalem est la seule personne de l'Ancien Testament à avoir vécu du temps d'Adam et de celui de Noé. Lucian Boia pense que Mathusalem sert ainsi une fonction symbolique de pont entre les deux personnages.
Les rois de la Liste royale sumérienne vivent plus d'un millier d'années, et les Mésopotamiens considéraient qu'une personne vivant plus de mille ans était de nature divine, et que leurs rois contemporains descendaient de ces légendaires rois divins. Robert Gnuse émet l'hypothèse que les auteurs de la Genèse ont fait en sorte que tous leurs personnages meurent avant d'atteindre mille ans pour faire un pied-de-nez à ces croyances mésopotamiennes, et à toutes celles qui consacrent un roi en tant que dieu. Ainsi, selon Gnuse, Mathusalem meurt avant d'avoir 1 000 ans pour prouver qu'il n'y a de dieu que Dieu (sous-entendu celui de l'Ancien Testament). 

## Influence culturelle
Mathusalem est devenu un symbole de longévité. C'est de là que vient l'expression « Vieux comme Mathusalem ».
Le scientifique anglais Aubrey de Grey a inventé le néologisme anglais Methuselarity, composé des mots « Mathusalem » et « singularité » pour définir un moment du futur dans lequel le progrès médical permettra aux hommes qui n'ont pas d'accident, qui ne sont pas tués volontairement et qui ne se suicident pas de vivre éternellement.

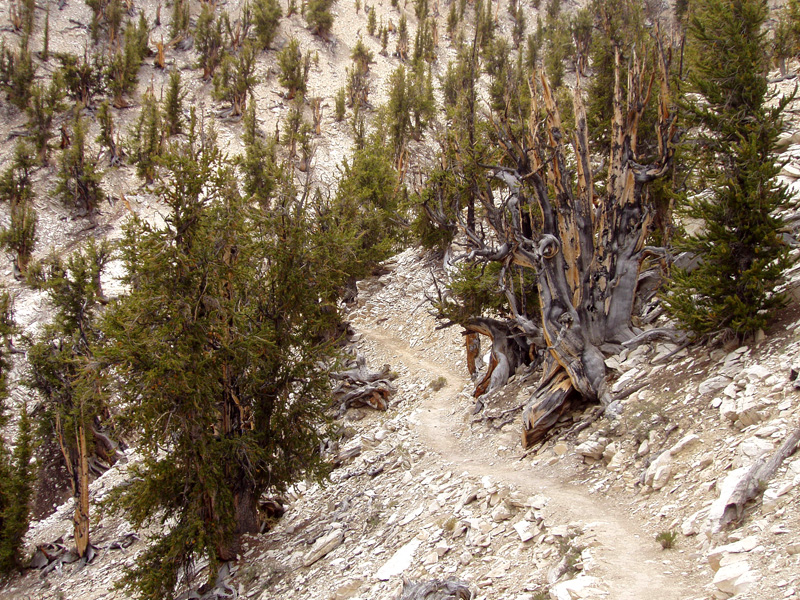
L'arbre nommé Mathusalem

Mathusalem est le nom donné à un pin Bristlecone (Pinus longaeva) du comté d'Inyo, en Californie, dont l'âge est estimé à 4 853 ans,.
Les paroles de la musique It Ain't Necessarily So (1935), écrite par Ira Gershwin, remettent en cause certaines affirmations de la Bible, comme la longévité de Mathusalem, le caractère diabolique du Diable, et l'histoire de Jonas, de David ainsi que celle de Goliath.
Dans le Jeu de la vie (1970) du mathématicien John Conway, une simulation d'automates cellulaires, les mathusalems correspondent à un petit état initial de cellules qui continuent de croître pendant un grand nombre de générations.
Dans l'épisode Requiem pour Mathusalem de la série Star Trek, le personnage de Flint est un quasi-immortel né durant l'Antiquité en Mésopotamie. Flint possède ainsi plusieurs noms au fil du temps : Mathusalem, Alexandre le Grand, Salomon, Lazare de Béthanie, Léonard de Vinci ou encore Johannes Brahms. Après avoir vécu quelque temps sur une planète déserte, Flint se sent seul et crée un gynoïde immortel pour lui tenir compagnie. Ayant quitté l'atmosphère terrestre, il commence lentement à mourir, et consacre le reste de ses jours à l'amélioration de l'humanité.
Dans le film Noé (2014) de Darren Aeronofsky, l'acteur Anthony Hopkins joue le rôle de Mathusalem. Dans ce film, la fille adoptive de Noé, Ila (jouée par Emma Watson) est infertile jusqu'à ce que Mathusalem la bénisse. Le Mathusalem du film est un ermite qui vit en haut d'une montagne, et qui meurt durant le Déluge.
Dans la série télévisée Altered Carbon, une adaptation du livre éponyme de Richard Morgan (2002), la classe des personnes ayant les moyens de vivre éternellement en transférant leur conscience dans des clones sont appelés les « Mathusalems ».
En 2016, David Heyman annonce qu'il produira un film inspiré de la Bible et réalisé par Joachim Rønning, avec Tom Cruise dans le rôle de Mathusalem. Dans ce film, Mathusalem ne vieillit jamais et possède « des compétences de survie sans précédent ».
L'étoile sous-géante HD 140283, considérée comme l'étoile la plus ancienne jamais découverte, est parfois surnommé « l'Étoile Mathusalem ».
Dans le film Godzilla 2 : Roi des monstres (2019), un titan nommé Mathusalem, Titanus Methuselah de son vrai nom, réside dans l'avant-poste 67, à Munich, en Allemagne. 